# Erwin Rödler
Erwin Rödler (* 16. August 1936) ist ein ehemaliger deutscher Fußballspieler, der überwiegend als Außenläufer im damaligen WM-System beim VfR Kaiserslautern von 1955 bis 1963 in der erstklassigen Fußball-Oberliga Südwest 139 Ligaspiele mit sechs Toren absolviert hat. In der zweitklassigen Regionalliga Südwest schlossen sich von 1963 bis 1970 noch insgesamt 207 Regionalligaeinsätze mit drei Toren an. In seiner Zeit von 1965 bis 1970 beim SV Alsenborn gewann er in den Jahren 1968 bis 1970 dreimal in Folge die Meisterschaft und trat deshalb noch in 17 Spielen mit Alsenborn in den jeweiligen Bundesligaaufstiegsrunden an.

## Laufbahn als Spieler

### VfR Kaiserslautern, 1955 bis 1965
Rödler debütierte am 16. Oktober 1955 bei einer 1:5-Heimniederlage gegen den FK Pirmasens in der Oberliga Südwest. Der VfR Kaiserslautern rangierte am Rundenende auf dem 13. Rang und der Nachwuchsspieler hatte in neun Ligaspielen ein Tor erzielt. Ab dem zweiten Jahr, 1956/57, gehörte er der Stammbesetzung der Elf vom Waldstadion am Erbsenberg an. Durch die zwei Oberligaabstiege in den Jahren 1958 und 1960 erlebte er auch zwei Meisterschaftsgewinne und Aufstiege mit dem VfR in den Runden 1958/59 und 1960/61 in der 2. Liga Südwest. Er gehörte auch dem Spielerkreis an, der am 12. Mai 1963, dem Schlusstag der Saison 1962/63, die Ära der alten erstklassigen Oberliga Südwest als Aktiver auf dem Rasen beendete. Der VfR Kaiserslautern verlor das Heimspiel mit dem rechten Außenläufer Erwin Rödler mit 0:1 gegen TuRa Ludwigshafen. Insgesamt hat er von 1955 bis 1963 in der Oberliga Südwest für den VfR 139 Ligaspiele mit sechs Toren absolviert.
Er ging mit seinem Verein 1963/64 in das erste Jahr der neuen Zweitklassigkeit der Fußball-Regionalliga Südwest. Zum Team von Trainer Werner Baßler kamen mit Robert Jung, Volker Pfeiffer, Erwin Weber und Rudi Rödler vier Spieler, welche den Kreis der Stammspieler bereicherten. Zusammen mit Torhüter Herbert Zill – er absolvierte alle 38 Ligaspiele – und dem Defensivtalent Dietmar Schwager war Erwin Rödler Bestandteil des soliden Abwehrverbundes und der VfR belegte den siebten Rang am Rundenende. Garant dafür waren 27:11 Heimpunkte. Der Absturz war im zweiten Regionalligajahr, 1964/65, aber extrem. Mit 12:22 Heimpunkten und 32:79 Gegentoren in 34 Ligaspielen belegte der VfR Kaiserslautern den 17. und vorletzten Tabellenplatz und stieg in das Amateurlager Südwest ab. Trainer Baßler gab schon Ende November 1964 auf, der Verlust von Schwager zum Lokalrivalen 1. FC Kaiserslautern in die Bundesliga konnte nicht kompensiert werden und die unzureichende Auswärtsbilanz mit 6:28 Punkten besiegelte den Abstieg. Rödler hatte nochmals 32 Ligaspiele absolviert und ein Tor erzielt. Insgesamt waren es in zwei Runden mit dem VfR 67 Regionalligaspiele mit drei Toren. Er nahm nach dem Abstieg zur Runde 1965/66 das Angebot des Aufsteigers SV Alsenborn an und verblieb damit in der Regionalliga Südwest.

### SV Alsenborn, 1965 bis 1970
Der Mittelfeldspieler Erwin Rödler wechselte als 29-Jähriger in der Runde 1965/66 vom Regionalligaabsteiger VfR Kaiserslautern zum Aufsteiger SV Alsenborn. Dort hatte sich der Kapitän der Weltmeistermannschaft von 1954, Fritz Walter, in seiner Wohnheimat Alsenborn zu einer „betreuenden und beratenden Tätigkeit“ beim heimischen SVA überreden lassen. Im Jahresrhythmus stiegen die Alsenborner auf. Als Aufsteiger wurde 1964/65 die Meisterschaft in der Amateurliga Südwest und der Aufstieg in die Regionalliga Südwest erreicht. 
Neben Rödler kamen noch mit Willi Herbert und Franz Schmitt zwei weitere Neuzugänge zur Mannschaft von Trainer Otto Render. Rödler brachte mit Torhüter Willi Hölz Erfahrung und Routine in den Kader um Spielmacher und Torjäger Lorenz Horr. Mit dem neunten Rang belegte Alsenborn einen Mittelfeldplatz. 
Im zweiten Regionalligajahr, 1966/67, Rödler war jetzt 30 Jahre alt, belegte man den achten Rang und der zuverlässige Fleißarbeiter im Mittelfeld hatte alle 30 Ligaspiele absolviert. Zum Spielerkader waren mit Werner Mangold, Torhüter Manfred Krei und Jürgen Schieck drei Spieler dazu gekommen. Als im dritten Jahr, 1967/68, mit Josef Sattmann ein schneller Flügelspieler die Offensive verstärkte und der großgewachsene Mittelstürmer Schieck sich mit 31 Treffern die Torjägerkrone im Südwesten eroberte, gelang dem Team vom Stadion an der Kinderlehre der Meisterschaftsgewinn. In der Aufstiegsrunde wurde die Dorfmannschaft hinter Hertha BSC und Rot-Weiss Essen mit 8:8 Punkten Dritter. Vor der Saison 1968/69 hatte Alsenborn den Verlust von Torjäger Schieck zu verkraften, begegnete dieser Personalie mit der Verpflichtung von Talenten aus dem Amateurlager wie Werner Adler, Manfred Lenz, Franz Schwarzwälder, Erwin Schwehm, Matthias Volk und Alban Wüst. Sportlich wurde die Situation gut gemeistert, Kapitän Horr erzielte in 29 Ligaspielen 24 Tore und Rödler war in ebenfalls 29 Ligaspielen wie gewohnt, die Zuverlässigkeit in Person. Tragisch war aber der Unfalltod von Trainer Render im April 1969. Horr und Stopper Klaus Schmidt leiteten in den nachfolgenden Wochen interim das Training und Alsenborn zog als Südwesttitelverteidiger zum zweiten Mal in die Aufstiegsrunde ein. Hier scheiterte man knapp an Rot-Weiß Oberhausen am Einzug in die Bundesliga. Rödler hatte in zwei Aufstiegsrunden alle 16 Spiele absolviert. 
Den dritten Südwesttitel gewann Rödler 1970 mit Alsenborn vor dem FK Pirmasens. Das mit Heiner Ueberle als neuem Trainer und Karel Nepomucký als Nachfolger von Spielmacher Horr der in die Bundesliga zu Hertha BSC gewechselt war. In dieser Runde schaffte Manfred Lenz mit 24 Ligaspielen und 12 Toren den Durchbruch und auch Reinhard Meier verstärkte den Kader. Der 33-jährige Rödler half dem Team in 25 Ligaeinsätzen zur dritten Meisterschaft. 
Nach 140 Regionalligaeinsätzen mit drei Meisterschaftsgewinnen sowie 17 Spielen in den Bundesligaaufstiegsrunden für den SV Alsenborn, beendete er im Sommer 1970 seine langjährige fußballerische Laufbahn. Insgesamt stehen für Erwin Rödler in der Regionalliga Südwest von 1963 bis 1970 207 Ligaspiele mit drei Toren in der Statistik.